# Библиотека имени Ивана Вазова
Библиотека имени Ивана Вазова при новом читалище имени Христо Ботева 1884 года (болг. Библиотека „Иван Вазов“ при НЧ „Христо Ботев 1884“) — болгарская библиотека и современный общеобразовательный институт, располагающийся в городе Ботевград, центре одноимённой общины. Занимается сбором, хранением и обработкой различных библиотечных фондов, обслуживанием читателей, осуществляет справочно-библиографическую и информационную деятельность, исполняет организационно-методические функции на территории Ботевграда и предоставляет свободное пользование библиотечно-информационными ресурсами. Содействует повышению образовательного уровня, продолжения получения образования, информированности, качества жизни, социальной интеграции и расширению электронного доступа к информации.

## История библиотеки
Библиотека имени Ивана Вазова отсчитывает свою историю от 1883 года, когда открылось читалище «Напредък» (болг. Передовик). Первоначальный книжный фонд составил от 700 до 800 томов и был подарен местными патриотично настроенными жителями. Организованная библиотечная деятельность отсчитывает свою историю де-юре с 1924 года, когда в новом открытом читальном зале появилось специальное библиотечное помещение. После 1973 года библиотека переехала в новое здание читалища имени Христо Ботева, её фонд насчитывал уже 45 тысяч томов. 17 сентября 1981 года открылось новое здание читалища и библиотеки имени Ивана Вазова.
В настоящее время собрание насчитывает 84 911 единиц: это книжные томы, периодика, аудиовизуальные документы, графические изображения, нотные издания и т.д. Ежегодно обслуживает до 2 тысяч постоянных читателей, выдаёт 48 тысяч документов, число посетителей составляет 26 тысяч человек. В библиотеке есть три отдела: детский отдел, отдел для взрослых и информационный отдел (с интернет-доступом). Автоматизация процессов ведётся с 2003 года. Библиотека включена в Интегрированную библиотечно-информационную систему E-Lib.
С 2007 года в библиотеке действует Специализированный читальный зал для студентов Международной высшей бизнес-школы. 2 декабря 2010 года в библиотеке была установлена и испытана компьютерная техника в рамках программы «Глобальные библиотеки»: 13 компьютеров, ноутбук, мультифункциональное устройство, цветной принтер, проектор и экран.

## Структура и деятельность

### Отдел для взрослых

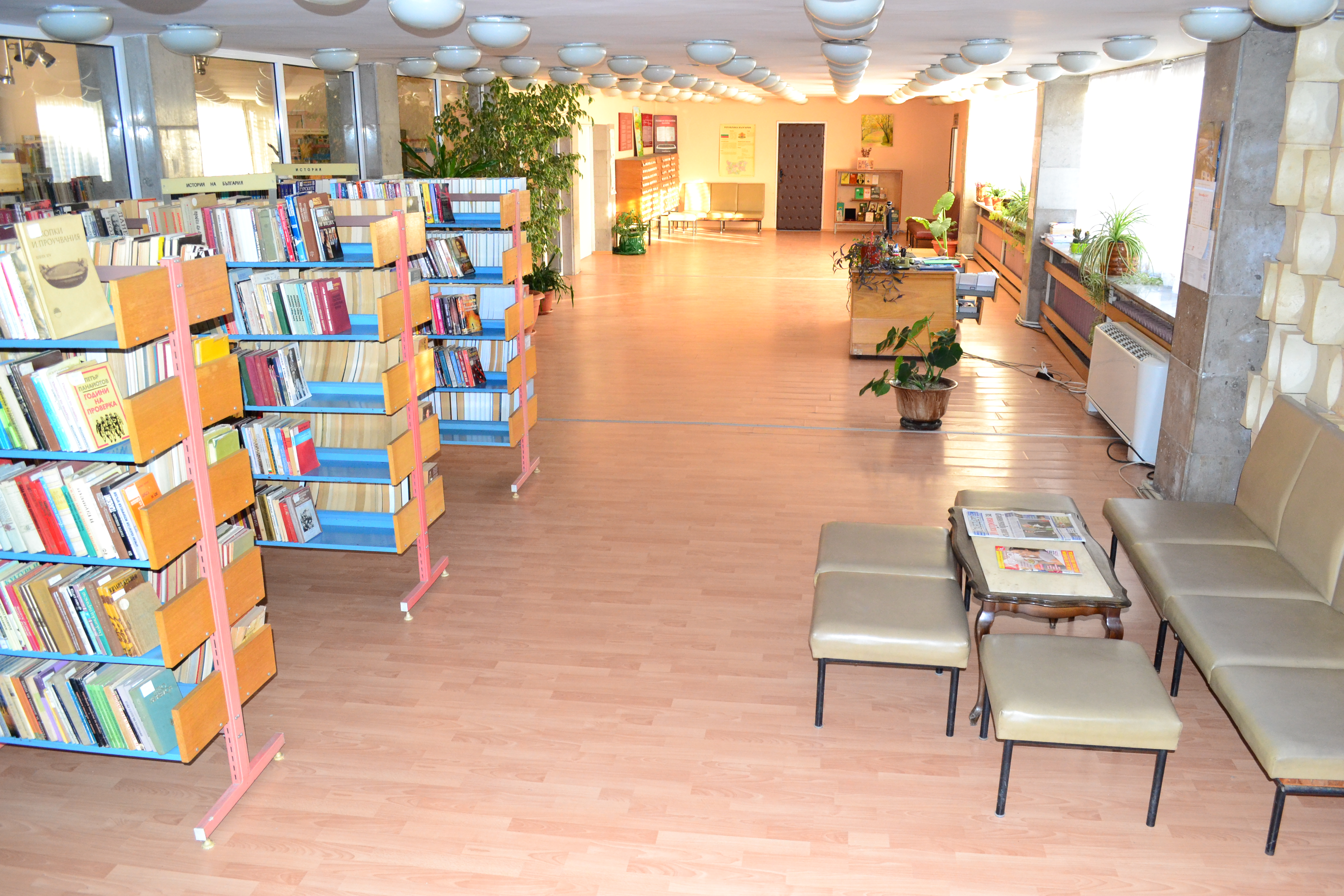
Отдел для взрослых

Обслуживает всех читателей в возрасте от 14 лет. Здесь проводится полная регистрация новых читателей, которые предъявляют удостоверение личности и получают читательский билет, благодаря которому могут пользоваться всеми отделами библиотеки. Более 60 тысяч книжных томов, разделённых по отраслям знаний и выложенные в свободный доступ, могут браться на дом. Через традиционный азбучный и систематизированный каталог, а также через электронный каталог может быть предоставлена библиографическая справка. Организуются выставки и встречи с писателями.

### Детский отдел

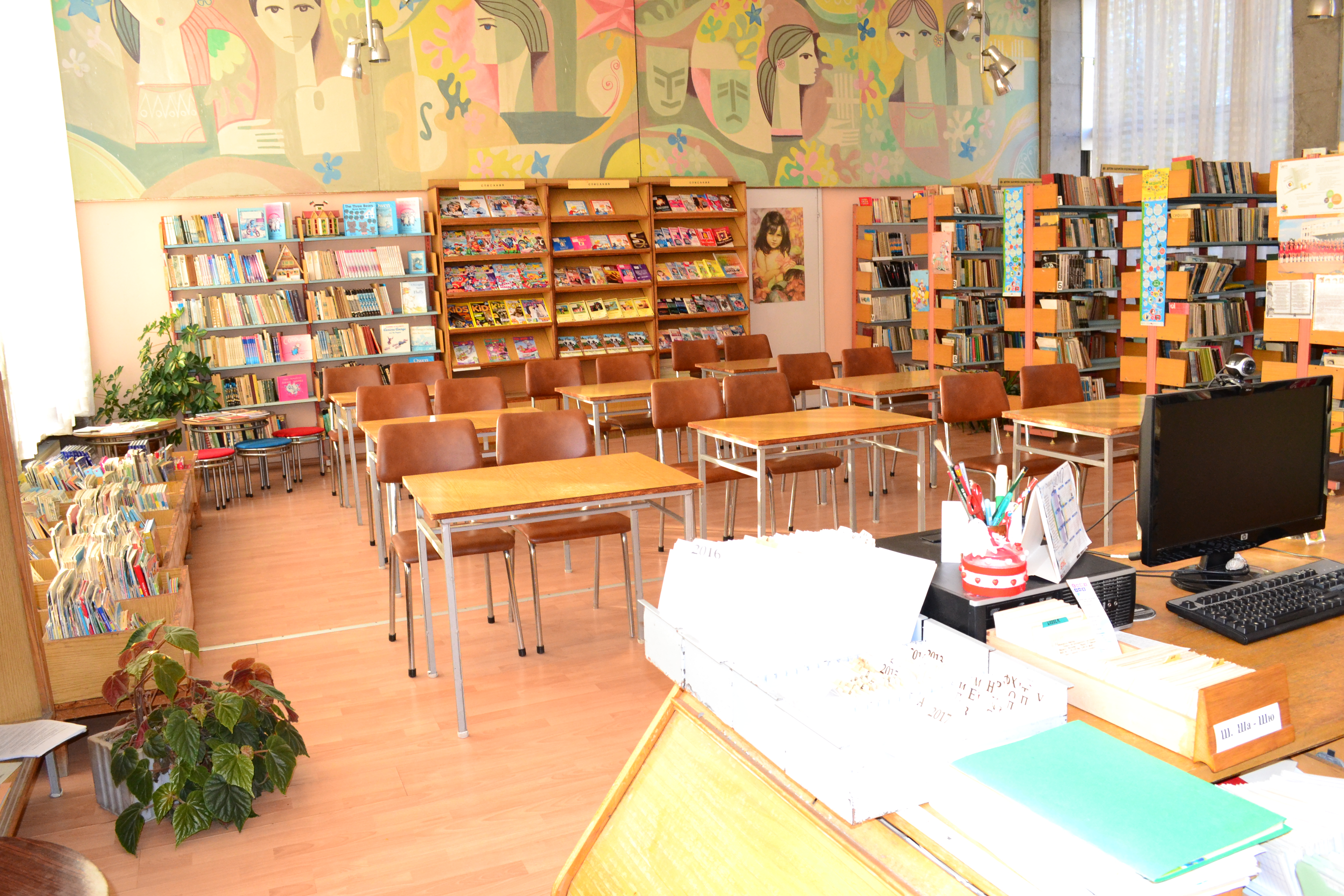
Детский отдел

Обслуживает детей в возрасте до 14 лет. Фонд насчитывает более 16 тысяч книг, детских журналов и аудиокассет со сказками. Поддерживается электронный, систематический и заглавный каталог, тематическая картотека. В читальном зале детского отдела находится много иллюстрированных энциклопедий и разнообразных справочников. Отдел разрабатывает различные программы для разных групп читателей. Проводит уроки по краеведению, лекции и беседы, посвящённые различным датам и событиям. Для самых маленьких посетителей организовываются утренники и встречи с авторами детской литературы.

### Справочно-библиографический и информационный отдел

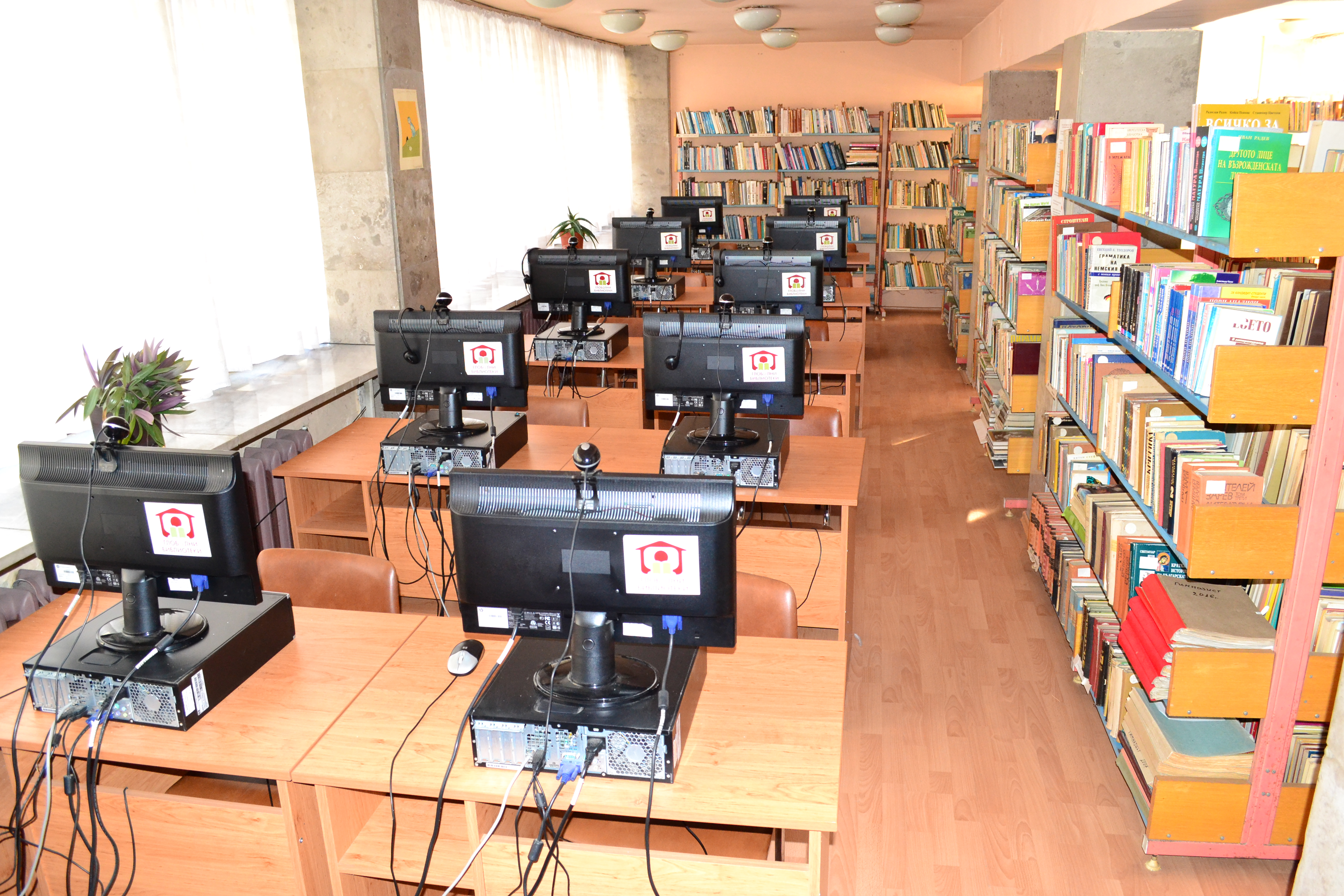
Справочно-библиографический и информационный отдел

Этот отдел обеспечивает мгновенное и точное предоставление информации для читателей благодаря традиционной библиотечной службе, автоматизированным базам данных и Интернету. Поддерживает базу данных аналитических описаний статей из книг и сборников. В отделе наводятся библиографические справки, осуществляется поиск информации (в том числе и в Интернете), предоставляются библиографические консультации, ответы на запросы по телефону и электронной почте, а также услуги печати и сканирования документов. Поддерживаются тематические картотеки, сохраняется периодическая пресса. Хорошо организован справочный аппарат. В компьютерной комнате есть 10 компьютеров, сканер, принтер и мультимедиа, обеспечивается постоянный и быстрый доступ в Интернет.

## Задачи библиотеки
- Внедрение инновационных услуг на основе новых технологий и удовлетворение нужд потребителей.
- Поддержка образования и самообразования различных целевых групп сообщества — библиотекарей, школьников и студентов, пожилых людей.
- Предложение качественных услуг, основанных на высокой профессиональной квалификации специалистов библиотечного дела.

## Возможности библиотеки
- Уроки и презентации в библиотеке
- Встречи с писателями и поэтами
- Организация дней чтения во время каникул
- Работа с детьми из детских садов
- Художественные мастерские и изготовление различных вещей из природных и удобных материалов
- Организация праздников и иных памятных мероприятий, посвящённых тем или иным событиям
- Юридическая информация в библиотеке
- Курсы базовой компьютерной грамотности